# Zetorchestes schusteri
Zetorchestes schusteri är en kvalsterart som beskrevs av Krisper 1984. Zetorchestes schusteri ingår i släktet Zetorchestes och familjen Zetorchestidae. Inga underarter finns listade i Catalogue of Life.